# مجموعة أبحاث علم الشيخوخة
مجموعة أبحاث علم الشيخوخة ( GRG ) مقرها لوس أنجلوس، كاليفورنيا، الولايات المتحدة، هي منظمة علمية عالمية غير ربحية تضم باحثين في مختلف مجالات الشيخوخة ، وتهتم في المقام الأول بالتحقق من أعمار المعمرين (الأشخاص الذين تبلغ أعمارهم 110 عامًا على الأقل) وتسجيلهم وإجراء الأبحاث عنهم. مقرها لوس أنجلوس، كاليفورنيا، الولايات المتحدة،
تسعى المجموعة إلى تعزيز أبحاث الشيخوخة بهدف إبطاء الشيخوخة وعكسها. العديد من مراسليها في جميع أنحاء العالم هم من العلماء المحترمين وحاملي الدكتوراه.

## تاريخ
تأسست مجموعة أبحاث المعمرين (GRG) في عام 1990 على يد إل. ستيفن كولز وستيفن إم. كاي. يعقد الفرع الأصلي في لوس أنجلوس اجتماعات شهرية، بينما تضم المنظمة أعضاء من جميع أنحاء العالم يشاركون في المنتديات الإلكترونية واجتماعات الفيديو. يشغل جون إم. آدامز، المعروف بلقب "جوني"، منصب المدير الحالي للمجموعة بعد وفاة الدكتور إل. ستيفن كولز. كما يتولى روبرت دوغلاس يونغ قيادة الأبحاث المتعلقة بالمعمرين في المجموعة.
تعمل مجموعة أبحاث المعمرين على التحقق من أعمار المعمرين (وهم الأشخاص الذين يبلغون 110 أعوام أو أكثر) عبر جمع مستندات تثبت أعمارهم. يُطلب من الأفراد الذين بلغوا سن المعمرين تقديم مستندات تثبت تاريخ الميلاد، وأي تغييرات في الاسم (إن وجدت)، وتاريخ الوفاة (إن كان الشخص قد توفي)، بالإضافة إلى وثيقة هوية حكومية رسمية. يقوم الباحثون في المجموعة بالتحقق من صحة هذه المستندات، وفي حال اعتمادها، يُدرج الشخص ضمن الجداول الرسمية للمعمرين المعتمدين لدى المجموعة.
يقوم GRG بإجراء أبحاث حول الشيخوخة من خلال إجراء مقابلات مع المعمرين وجمع عينات الدم والحمض النووي. بحلول عام 2015، وجدت مجموعة أبحاث الشيخوخة أدلة على بلوغ أكثر من 2000 شخص سن المائة عام.